# Платніровська
Платніровська — станиця, у складі Корєновського району Краснодарського краю, центр Платніровського сільського поселення.

## Історія
Заснована в 1794 році, як один із сорока перших кубанських куренів чорноморських козаків.
До революції Платніровська входила в Єйський відділ Кубанської області. Іноді станиця згадується, як Староплатніровська щоб відрізнити від Новоплатніровської.
У 1906 році було відкрито філіал українського товариства "Просвіта" у станиці Платніровській.
У 1933, станиця була занесена на «Чорні дошки» за «саботаж». Від голоду загинули сотні жителів.
У середині ХХ сторіччя в станиці було створено кілька колгоспів, серед яких «Красний пограничник», «Новий путь», «Красне поле», «ОСОАВИАХИМ». Згодом усе колгоспи об'єдналися у єдиний колгосп їм. Кірова, а назви малих колгоспів перетворилися на назви районів станиці. У 1970—1980-х роках колгосп був колгоспом-мільйонером. У 1990-х роках колгосп збанкрутував і більшість майна та техніки було розпродано.

## Географія
Станиця розташована на березі річки Кірпілі (сточище Азовського моря) за 50 км східніше Краснодару. Поруч із станицею проходить автомобільна траса М4 (Краснодар — Ростов-на-Дону). Залізнична станція на залізниці Краснодар — Тихорєцька.

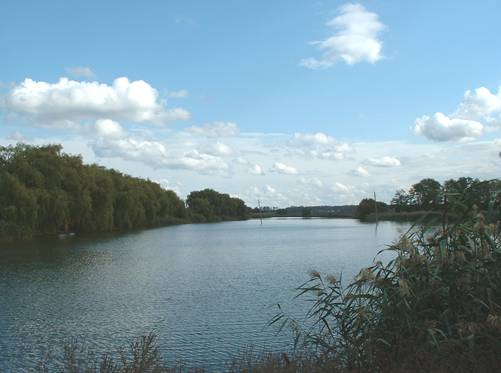
Річка Кірпілі

У Платніровське сільське поселення крім власне станиці входять хутора Козачий і Левченко.